# Sloane 313
Sloane 313 – drugi minialbum fińskiego zespołu heavymetalowego Babylon Whores, wydany w 1995 roku przez należącą do zespołu wytwórnię Sugar Cult.

## Twórcy
- Jake Babylon – gitara basowa
- Jussi Konttinen – gitara
- Pete Liha – perkusja
- Ewo Meichem – gitara
- Ike Vil – śpiew

## Lista utworów
1. „Of Blowjobs and Cocktails”
2. „Cold Hummingbird”
3. „Babylon Astronaut”
4. „Silver Apples"